# Parques nacionais da Argentina
Os parques nacionais da Argentina contam com um extenso sistema de parques nacionais destinado a proteger o patrimônio natural e cultural do país.
Os primeiros parques foram o Nahuel Huapi e o Iguazú, ambos criados em 1934. Entre os últimos estão o San Guillermo (1998), o Copo (2000) e El Leoncito (2002) e o Parque Nacional Monte León (2004), que é o primeiro parque marítimo continental da Argentina.
No total, existem 28 parques nacionais (além de reservas e monumentos). Ocupam quase 4% do território argentino, cerca de 3 milhões de hectáres, cuidados por 200 guardas florestais aproximadamente. A Administração dos Parques Nacionais Argentinos, regulada pela lei 22.351 de 1980, tem sua sede na avenida Santa Fe 960, em Buenos Aires. Sua gestão é descentralizada e está ligada administrativamente a Secretaría de Turismo de la Nación Argentina. Seu dever é gerir um sistema de áreas protegidas como uma ferramenta fundamental para a manutenção da diversidade biológica, o patrimônio natural e cultural.
Atualmente o organismo mencionado também administra três espécies de animais: a baleia frança austra; e os cervos do tipo huemul e taruca, figuras do monumento nacionais.
Além dos parques existem 250 prédios protegidos que se encontram em baixo da prefeitura. São conhecidos por diversos nomes: Parques Provinciais Argentinos, Reservas Forestales, Refugios Educativos, Reservas de la Biósfera, etc.
| Imagem | Declaração | Denominação                                                     | Província           | Departamento    | Superficie (Ha) |
| ------ | ---------- | --------------------------------------------------------------- | ------------------- | --------------- | --------------- |
|        | 1934       | Parque Nacional Nahuel Huapi                                    | Neuquén e Río Negro |                 | 712.160 ha      |
|        | 1934       | Parque Nacional Iguazú                                          | Misiones            | Iguazú          | 67.000 ha       |
|        | 1937       | Parque Nacional Los Glaciares                                   | Santa Cruz          |                 | 724.000 ha      |
|        | 1937       | Parque Nacional Perito Moreno                                   | Santa Cruz          |                 | 115.000 ha      |
|        | 1937       | Parque Nacional Lanín                                           | Neuquén             |                 | 412.000 ha      |
|        | 1937       | Parque Nacional Los Alerces                                     | Chubut              |                 | 263.000 ha      |
|        | 1937       | Parque Nacional Lago Puelo                                      | Chubut              |                 | 27.600 ha       |
|        | 1940       | Parque Nacional Laguna Blanca                                   | Neuquén             | Zapala          | 11.200 ha       |
|        | 1948       | Parque Nacional El Rey                                          | Salta               |                 | 40.162 ha       |
|        | 1951       | Parque Nacional Río Pilcomayo                                   | Formosa             |                 | 47.754 ha       |
|        | 1954       | Parque Nacional Chaco                                           | Chaco               | Sargento Cabral | 15.000 ha       |
|        | 1960       | Parque Nacional Tierra del Fuego                                | Terra do Fogo       |                 | 63.000 ha       |
|        | 1965       | Parque Nacional El Palmar                                       | Entre Ríos          |                 | 8.500 ha        |
|        | 1971       | Parque Nacional Los Arrayanes                                   | Neuquén             |                 | 1.753 ha        |
|        | 1974       | Parque Nacional Baritú (Salta)                                  | Salta               | Santa Victoria  | 72.439 ha       |
|        | 1977       | Parque Nacional Lihué Calel                                     | La Pampa            | Lihuel Calel    | 9.901 ha        |
|        | 1979       | Parque Nacional Calilegua                                       | Salta e Jujuy       |                 | 76.320 ha       |
|        | 1991       | Parque Nacional Sierra de las Quijadas                          | San Luis            |                 | 150.000 ha      |
|        | 1992       | Parque Nacional Predelta                                        | Entre Ríos          |                 | 2.458 ha        |
|        | 1995       | Parque Nacional Campo de los Alisos                             | Tucumán             |                 | 10.000 ha       |
|        | 1996       | Parque Nacional Los Cardones                                    | Salta               |                 | 65.000 ha       |
|        | 1996       | Parque Nacional Quebrada del Condorito                          | Córdova             |                 | 37.000 ha       |
|        | 1997       | Parque Nacional Talampaya                                       | La Rioja            |                 | 215.000 ha      |
|        | 1998       | Parque Nacional Copo                                            | Santiago del Estero |                 | 114.250 ha      |
|        | 1998       | Parque Nacional San Guillermo                                   | San Juan            | Iglesia         | 170.000 ha      |
|        | 2002       | Parque Nacional El Leoncito                                     | San Juan            |                 | 76.000 ha       |
|        | 2004       | Parque Nacional Monte León (primeiro Parque Marino Continental) | Santa Cruz          |                 | 61.700 ha       |
|        | --         | Parque Nacional Mburucuyá                                       | Corrientes          | Mburucuyá       | 17.660 ha       |